# Julius Wille
Julius Wille (Amstelveen, 27 augustus 1987) is een Nederlands voetballer die als middenvelder speelt.
Hij debuteerde op 10 augustus 2007 in het betaalde voetbal in de wedstrijd AGOVV Apeldoorn-FC Den Bosch (0-1). In maart 2010 vertrok hij naar de Verenigde Staten om bij Dayton Dutch Lions te gaan spelen. In augustus van dat jaar tekende hij opnieuw bij AGOVV, onder trainer Hans de Koning was hij een vaste waarde op het middenveld. Aan het einde van het seizoen 2010-2011 werd bekend dat hij in de zomermaanden wederom voor Dayton Dutch Lions zal gaan spelen, om direct na het Amerikaanse voetbalseizoen terug te keren bij AGOVV. Aan het begin van het seizoen 2011/12 viel hij uit de gratie bij trainer Hans van Arum en werd uit de selectie gezet. Hij trainde een tijdje mee met Jong Vitesse en zag ook een stage bij Fortuna Sittard niet slagen.
In de zomer van 2012 sloot hij aan bij Topklasser SC Genemuiden. Hij vertrok daar in november 2012 voor een stage in Maleisie. Wille maakte het seizoen 2012/13 af bij toenmalig tweedeklasser Veensche Boys. In het seizoen 2013/14 speelde Wille voor Koninklijke HFC. Hierna keerde hij terug bij Veensche Boys en sinds 2015 speelt hij een half seizoen voor de amateurs van AGOVV. In seizoen 2019-2020 keert Wille weer terug in de selectie van de amateurs van AGOVV dat dat seizoen uitkomt in de 3e klasse oost Zaterdag. Na 1 seizoen bij AGOVV is Julius Wille gestopt met voetballen.

## Statistieken als prof
| Seizoen                                           | Club               | Competitie                     | Wedstrijden | Doelpunten |
| ------------------------------------------------- | ------------------ | ------------------------------ | ----------- | ---------- |
| 2007/08                                           | AGOVV Apeldoorn    | Eerste divisie                 | 30          | 3          |
| 2008/09                                           | AGOVV Apeldoorn    | Eerste divisie                 | 24          | 6          |
| 2009/10                                           | AGOVV Apeldoorn    | Eerste divisie                 | 22          | 3          |
| 2010                                              | Dayton Dutch Lions | USL Premier Development League | 16          | 3          |
| 2010/11                                           | AGOVV Apeldoorn    | Eerste divisie                 | 25          | 5          |
| 2011                                              | Dayton Dutch Lions | USL Pro                        | 12          | 1          |
| 2011/12                                           | AGOVV Apeldoorn    | Eerste divisie                 | 6           | 0          |
| Totaal                                            | Totaal             | Totaal                         | 135         | 21         |
| Tabel voor het laatst bijgewerkt op 10 juni 2015. |                    |                                |             |            |

Julius is de zoon van notaris Dolf Wille, oud-AGOVV bestuurslid verantwoordelijk voor de technische en juridische zaken.